# Ларец Марии Медичи (фильм)
«Ларец Марии Медичи» — советский художественный фильм 1980 года, поставленный режиссёром Рудольфом Фрунтовым по одноимённому роману Еремея Парнова.

## Сюжет
Пролог. Средневековая Франция, 1244 год. Крестоносцы берут осадой крепость Монсегюр, в которой погибают альбигойцы — приверженцы еретического с точки зрения католической церкви вероучения. Они успевают вывезти обоз и спрятать сокровища, а тайну захоронения хранят потомки четырёх из них, получившие каждый по драгоценному камню, звезду и ларец. Свет, преломляющийся через камни, укажет на место на карте в ларце, где спрятаны сокровища. Узнать его можно, только собрав все камни и получив ларец.
СССР, начало 1970-х годов, Ленинград. Исчезает приехавший в город из Франции антиквар Венсан Савиньи. Одновременно у пожилой дамы Веры Чарской крадут ларец. Расследуя загадочное исчезновение антиквара Савиньи, следствие приходит к версии убийства. При выяснении всех обстоятельств оказывается, что Савиньи на самом деле — сын белоэмигрантов Всеволод Юрьевич Свиньин (в их доме до революции хранился заветный ларец), перешедший в годы Второй мировой войны на сторону нацистов с целью завладеть тайной альбигойцев и участвовавший в показательном расстреле, который он заставил смотреть девочку Мадлен и её мать из рода Монсегюр. Ему удаётся силой забрать часть сокровищ. После войны Мадлен (в замужестве Локар) в качестве туристки случайно встречается с постаревшим Савиньи во время его визита в Ленинград, узнаёт его и пытается отравить (к счастью для неё, неудачно). Капитану милиции Владимиру Люсину (Валерий Рыжаков) предстоит выяснить не только мотивы преступления, но и, с помощью эксперта Юрия Березовского, погрузившись в историю далёкого прошлого, разгадать тайну старинного ларца, корни которой уходят в XIII век.

## В ролях
- Валерий Рыжаков — Владимир Константинович Люсин, капитан милиции
- Клара Лучко — Мадлен Локар, урождённая Монсегюр
- Эммануил Виторган — Венсан Савиньи / Всеволод Юрьевич Свиньин
- Хиль, Надежда Владимировна — Марина Александровна Овчинникова — переводчица
- Евдокия Урусова — Вера Фабиановна Чарская
- Леонид Оболенский — Бертран д’Ан Марти, наставник ордена альбигойцев
- Герасим Лисициан — Мирпуа, командир военного отряда ордена альбигойцев
- Николай Ерофеев — Симон де Монфор, 5-й граф Лестер, граф Тулузский
- Виктор Зозулин — монах Арнольд да Сато, папский легат при войске де Монфора
- Даниил Нетребин — Николай Ванашный / Стапчук
- Анатолий Егоров — Юрий Анатольевич Березовский, эксперт
- Рубен Симонов — Михаил Казарян
- Всеволод Сафонов — полковник Головин
- Сергей Мартынов — Виктор Михайлович Михайлов, работник комиссионного магазина
- Зоя Василькова — председатель садового товарищества
- Алла Балтер — Дениза Монсегюр, мать Мадлен
- Олег Чайка — Жермен Монсегюр, альбигоец / Филипп Монсегюр, отец Мадлен
- Лев Поляков — эксперт Крелин
- Виктор Шульгин — следователь Нефёдов
- Павел Иванов — консул
- Владимир Пицек — председатель дачного кооператива

## Съёмочная группа
- Авторы сценария: Еремей Парнов и Рудольф Фрунтов
- Режиссёр-постановщик: Рудольф Фрунтов
- Операторы-постановщики: Игорь Гелейн, Владимир Степанов и Владимир Кромас
- Художник-постановщик: Ирина Лукашевич
- Композитор: Михаил Зив